# Campagna della pista di Kokoda
La campagna della pista di Kokoda è stato un importante episodio della guerra del Pacifico in Nuova Guinea, avvenuto nella seconda metà del 1942. I reparti australiani posti a difesa di Port Moresby furono fatti oggetto di un'offensiva giapponese partita dalle zone costiere di Buna e Gona: l'obiettivo era conquistare la città per permettere l'invasione del continente australe. Scarsamente equipaggiati per la guerra nella giungla e indifesi da malattie tropicali di ogni genere, i soldati di entrambi gli schieramenti soffrirono per le condizioni estreme in cui si svolsero i combattimenti per il possesso della pista di Kokoda, un tortuoso sentiero che conduceva a Port Moresby. Nonostante la superiorità numerica e l'avanzata più o meno incontrastata, i giapponesi non riuscirono neanche ad avvicinarsi alla città, ben difesa dagli australiani e da reparti americani sbarcati in tutta fretta. A settembre iniziò la ritirata del contingente nipponico tallonato dagli Alleati, che si concluse disastrosamente a inizio novembre con pesanti perdite di uomini e materiale.